# Abutilon
Abutilon is de botanische naam van een geslacht uit de kaasjeskruidfamilie (Malvaceae).
Het geslacht bevat circa 150 soorten groenblijvende planten.
Deze planten komen voornamelijk voor in de tropische en subtropische gebieden in Midden- en Zuid-Amerika. Verder komen de soorten ook voor in Afrika, Zuid- en Oost-Europa, in grote delen van Azië en in Australië. Volgens de 23e druk van Heukels' Flora van Nederland komt fluweelblad (Abutilon theophrasti Medik) in Nederland voor.
Het zijn niet-winterharde, groenblijvende, kruidachtige struiken of kleine bomen met min of meer overhangende, dunne twijgen. De bladeren zijn meestal handvormig en bij een aantal soorten bont, als gevolg van een virusaantasting. De bloemen zijn klokvormig en worden wit, geel, oranje of rood met soms contrasterende aders in donkerder kleuren.

## Soorten
- Abutilon abutiloides (Jacq.) Garcke ex Hochr.
- Abutilon affine (Spreng.) G.Don
- Abutilon albidum (Willd.) Sweet
- Abutilon alii Abedin
- Abutilon amplum Benth.
- Abutilon andrewsianum W.Fitzg.
- Abutilon andrieuxii Hemsl.
- Abutilon anglosomaliae Cufod. ex Thulin
- Abutilon angulatum (Guill. & Perr.) Mast.
- Abutilon anodoides A.St.-Hil. & Naudin
- Abutilon appendiculatum K.Schum.
- Abutilon arenarium C.T.White
- Abutilon arequipense Ulbr.
- Abutilon auritum (Wall. ex Link) Sweet
- Abutilon australiense (Hochr. ex Britten) Nimbalkar, Nandikar & Sardesai
- Abutilon austroafricanum Hochr.
- Abutilon balansae Hassl.
- Abutilon bastardioides Baker f. ex Rose
- Abutilon benedictum Bunbury
- Abutilon berlandieri A.Gray
- Abutilon bidentatum Hochst. ex A.Rich.
- Abutilon bivalve (Cav.) Dorr
- Abutilon bracteosum Fryxell
- Abutilon buchii Urb.
- Abutilon burandtii Fryxell
- Abutilon bussei Gürke ex Ulbr.
- Abutilon californicum Benth.
- Abutilon calliphyllum Domin
- Abutilon carinatum Krapov.
- Abutilon coahuilae Kearney
- Abutilon cryptopetalum (F.Muell.) Benth.
- Abutilon cunninghamii Benth.
- Abutilon cuspidatum Pittier
- Abutilon densiflorum (Hook. & Arn.) Walp.
- Abutilon dinteri Ulbr.
- Abutilon dispermum (Hochr.) Fryxell
- Abutilon divaricatum Turcz.
- Abutilon dugesii S.Watson
- Abutilon durandoi Mattei
- Abutilon eggelingii Verdc.
- Abutilon eremitopetalum Caum
- Abutilon erythraeum Mattei
- Abutilon eufigarii Chiov.
- Abutilon exstipulare (Cav.) G.Don
- Abutilon falcatum A.St.-Hil. & Naudin
- Abutilon flanaganii A.Meeuse
- Abutilon fraseri (Hook.) Walp.
- Abutilon fruticosum Guill. & Perr.
- Abutilon fugax Domin
- Abutilon fuscicalyx Ulbr.
- Abutilon galpinii A.Meeuse
- Abutilon gebauerianum Hand.-Mazz.
- Abutilon geranioides (DC.) Benth.
- Abutilon ghafoorianum Abedin
- Abutilon giganteum (Jacq.) Sweet
- Abutilon glabriflorum Hochr.
- Abutilon grandidentatum Fryxell
- Abutilon grandiflorum G.Don
- Abutilon grandifolium (Willd.) Sweet
- Abutilon grantii A.Meeuse
- Abutilon greveanum (Baill.) Hochr.
- Abutilon grewiifolium (Ulbr.) Krapov.
- Abutilon guineense (Schumach.) Baker f. & Exell
- Abutilon haenkeanum C.Presl
- Abutilon haitiense Urb.
- Abutilon halophilum F.Muell. ex Schltdl.
- Abutilon hannii Baker f.
- Abutilon herzogianum R.E.Fr.
- Abutilon hirtum (Lam.) Sweet
- Abutilon hulseanum (Torr. & A.Gray) Torr. ex Baker f.
- Abutilon hypoleucum A.Gray
- Abutilon ibarrense Kunth
- Abutilon inaequilaterum A.St.-Hil.
- Abutilon incanum (Link) Sweet
- Abutilon inclusum Urb.
- Abutilon indicum (L.) Sweet
- Abutilon insigne Planch.
- Abutilon itatiaiae R.E.Fr.
- Abutilon jafrii F.Naseer, A.Noor & A.Rahman
- Abutilon julianae Endl.
- Abutilon karachianum S.A.Husain & Baquar
- Abutilon lauraster Hochr.
- Abutilon leonardii Urb.
- Abutilon lepidum (F.Muell.) A.S.Mitch.
- Abutilon leucopetalum (F.Muell.) Benth.
- Abutilon lineatum (Vell.) K.Schum.
- Abutilon listeri Baker f.
- Abutilon lobulatum Domin
- Abutilon longicuspe Hochst. ex A.Rich.
- Abutilon longilobum F.Muell.
- Abutilon macrocarpum Guill. & Perr.
- Abutilon macropodum Guill. & Perr.
- Abutilon macrum F.Muell.
- Abutilon macvaughii Fryxell
- Abutilon malachroides A.St.-Hil. & Naudin
- Abutilon malacum S.Watson
- Abutilon malvifolium (Benth.) J.M.Black
- Abutilon mangarevicum Fosberg
- Abutilon mauritianum (Jacq.) Medik.
- Abutilon menziesii Seem.
- Abutilon micropetalum Benth.
- Abutilon minarum K.Schum.
- Abutilon mitchellii Benth.
- Abutilon mollicomum (Willd.) Sweet
- Abutilon mollissimum (Cav.) Sweet
- Abutilon mucronatum J.E.Fryxell
- Abutilon multiflorum R.E.Fr.
- Abutilon myrianthum (Planch. & Linden) Krapov.
- Abutilon neelgherrense Munro
- Abutilon nigricans G.L.Esteves & Krapov.
- Abutilon nobile Domin
- Abutilon orbiculatum (DC.) G.Don
- Abutilon otocarpum F.Muell.
- Abutilon oxycarpum (F.Muell.) F.Muell. ex Benth.
- Abutilon pakistanicum Jafri & Ali
- Abutilon palmeri A.Gray
- Abutilon paniculatum Hand.-Mazz.
- Abutilon pannosum (G.Forst.) Schltdl.
- Abutilon parishii S.Watson
- Abutilon parvulum A.Gray
- Abutilon pedatum Ewart
- Abutilon pedrae-brancae K.Schum.
- Abutilon pedunculare Kunth
- Abutilon percaudatum Hochr.
- Abutilon permolle (Willd.) Sweet
- Abutilon persicum (Burm.f.) Merr.
- Abutilon picardae Urb.
- Abutilon pilosicalyx Verdc.
- Abutilon pilosocinereum A.Meeuse
- Abutilon pinkavae Fryxell
- Abutilon pitcairnense Fosberg
- Abutilon piurense Ulbr.
- Abutilon pritchardii Exell & Hillc.
- Abutilon procerum Fryxell
- Abutilon pseudocleistogamum Hochr.
- Abutilon pubistamineum Ulbr.
- Abutilon pycnodon Hochr.
- Abutilon pyramidale Turcz.
- Abutilon ramiflorum A.St.-Hil.
- Abutilon ramosum (Cav.) Guill. & Perr.
- Abutilon ranadei Woodrow & Stapf
- Abutilon reflexum (Lam.) Sweet
- Abutilon rehmannii Baker f.
- Abutilon reventum S.Watson
- Abutilon roseum Hand.-Mazz.
- Abutilon rotundifolium Mattei
- Abutilon sachetianum Fosberg
- Abutilon sandwicense (O.Deg.) Christoph.
- Abutilon schaeferi Ulbr.
- Abutilon schinzii Ulbr.
- Abutilon sepalum S.A.Husain & Baquar
- Abutilon simulans Rose
- Abutilon sinaicum Mattei
- Abutilon sinense Oliv.
- Abutilon somalense Mattei
- Abutilon sonneratianum (Cav.) Sweet
- Abutilon sphaerostaminum Hochr.
- Abutilon stenopetalum Garcke
- Abutilon straminicarpum Fryxell
- Abutilon subprostratum Verdc.
- Abutilon substellatum Phuph. & Poopath
- Abutilon subumbellatum Philcox
- Abutilon subviscosum Benth.
- Abutilon tehuantepecense Fryxell
- Abutilon terminale (Cav.) A.St.-Hil.
- Abutilon theophrasti Medik. - Fluweelblad
- Abutilon thyrsodendron Griseb.
- Abutilon trisulcatum (Jacq.) Urb.
- Abutilon tubulosum (A.Cunn. ex Hook.) Walp.
- Abutilon turumiquirense Steyerm.
- Abutilon umbelliflorum A.St.-Hil.
- Abutilon venosum Lem.
- Abutilon virginianum Krapov.
- Abutilon viscosum (L.) Dorr
- Abutilon whistleri Fosberg
- Abutilon wituense Baker f.
- Abutilon wrightii A.Gray
- Abutilon xanti A.Gray

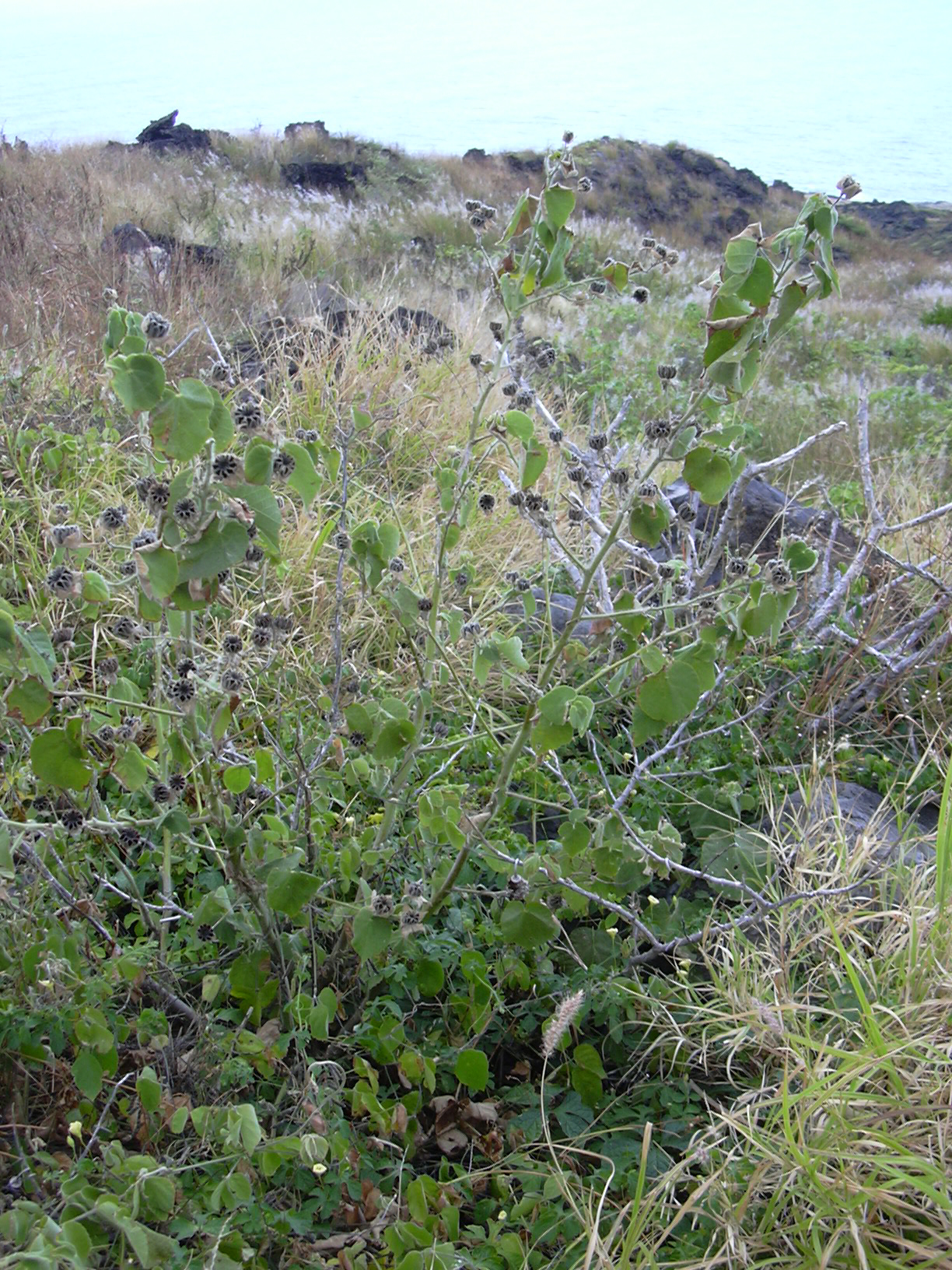
Abutilon grandifolium
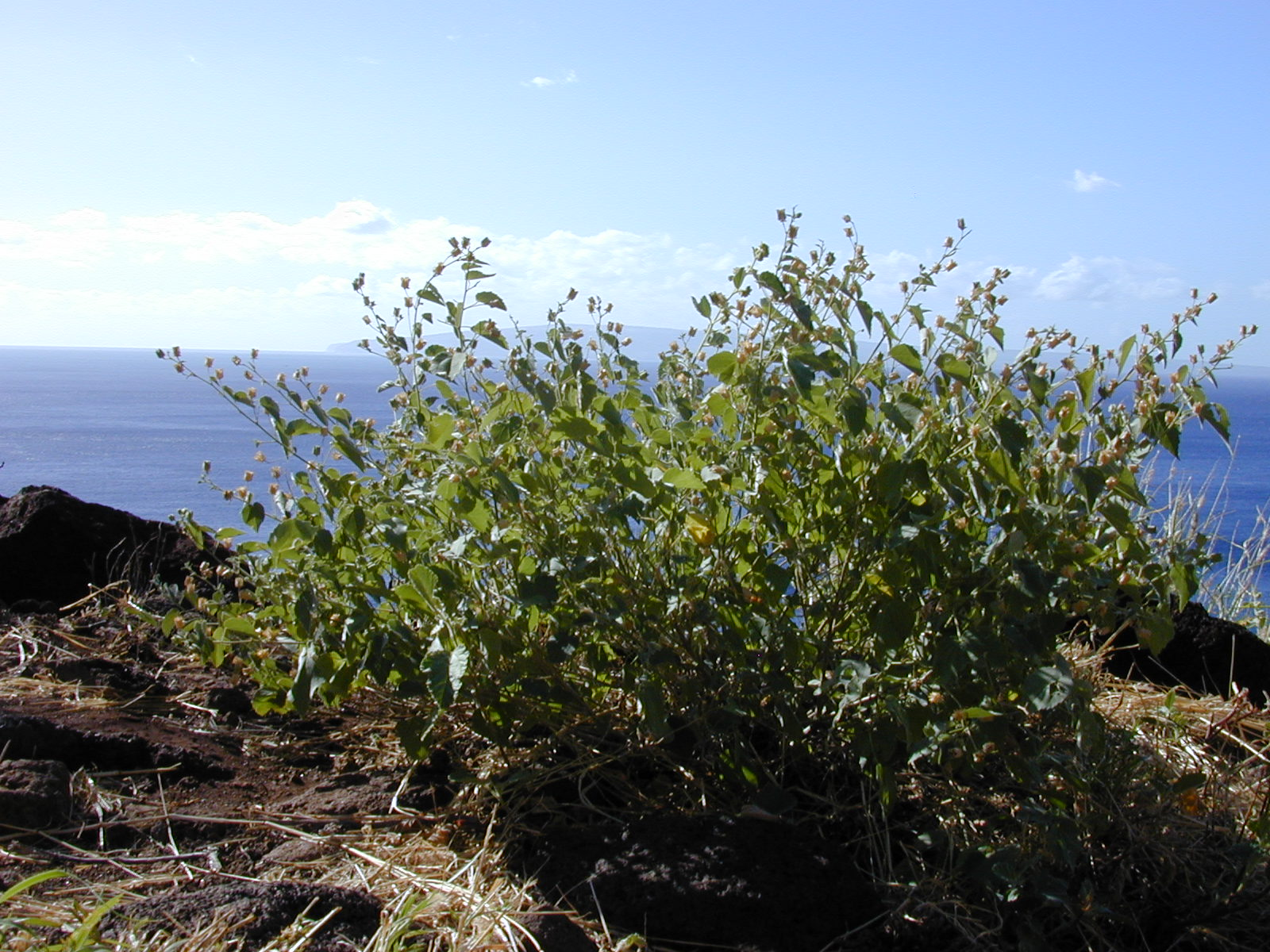
Abutilon incanum
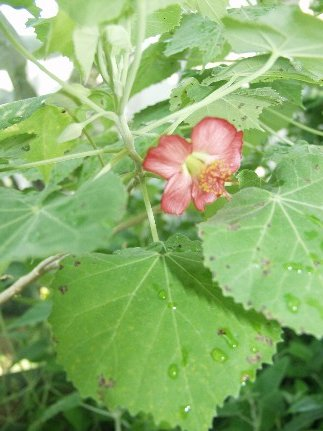
Abutilon menziesii

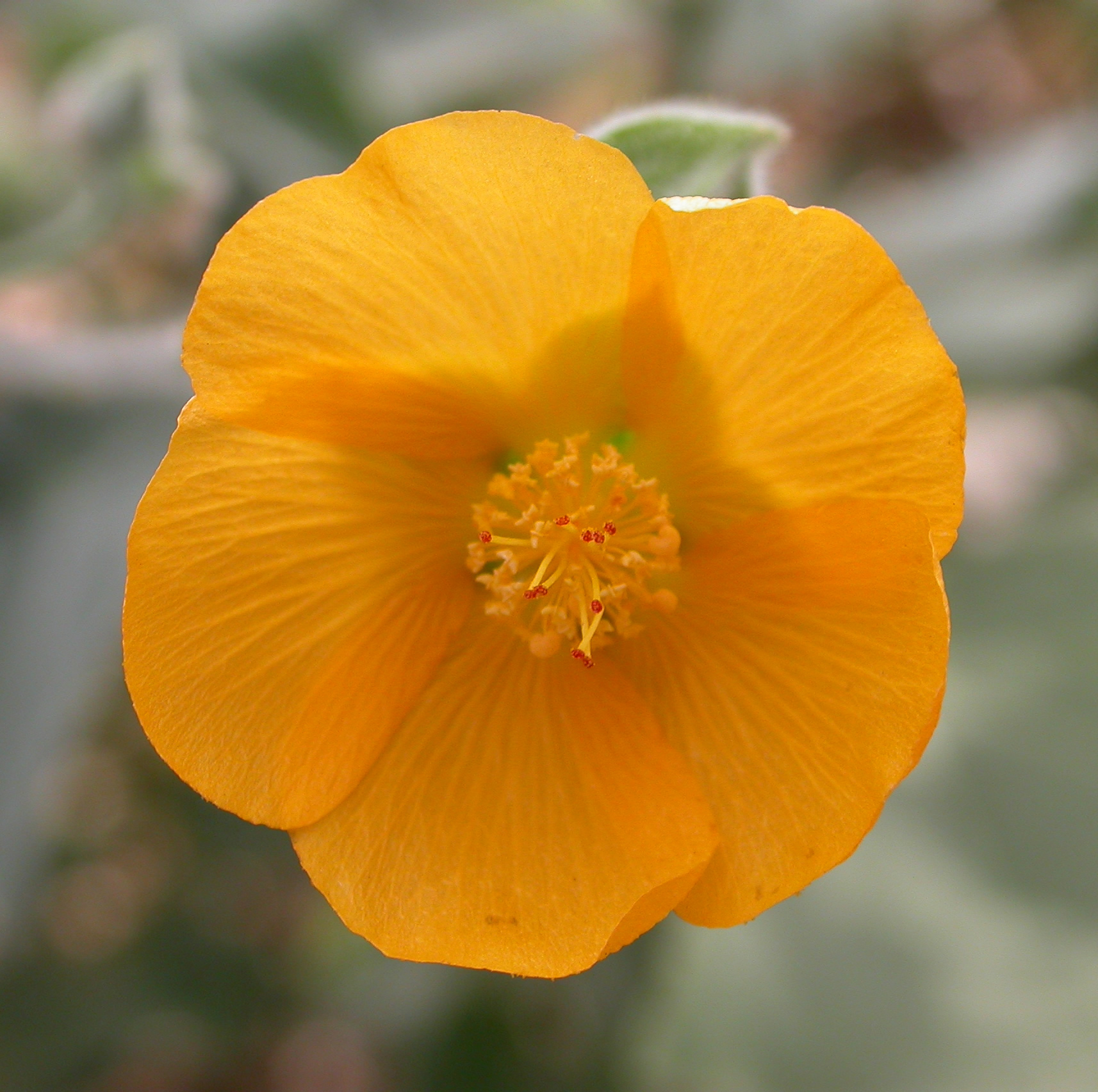
Abutilon palmeri
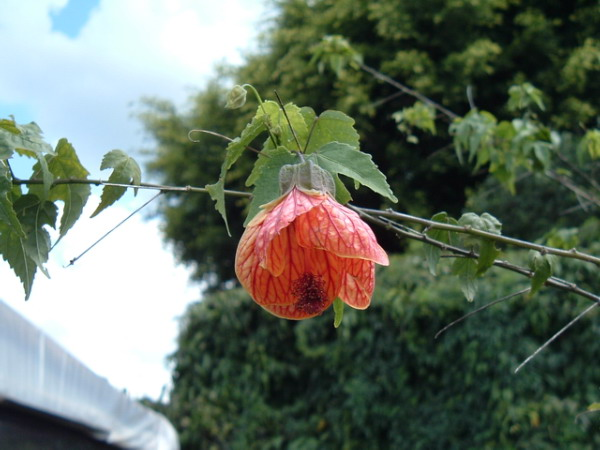
Abutilon pictum
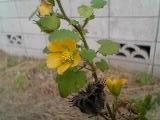
Abutilon theophrasti

## Hybriden

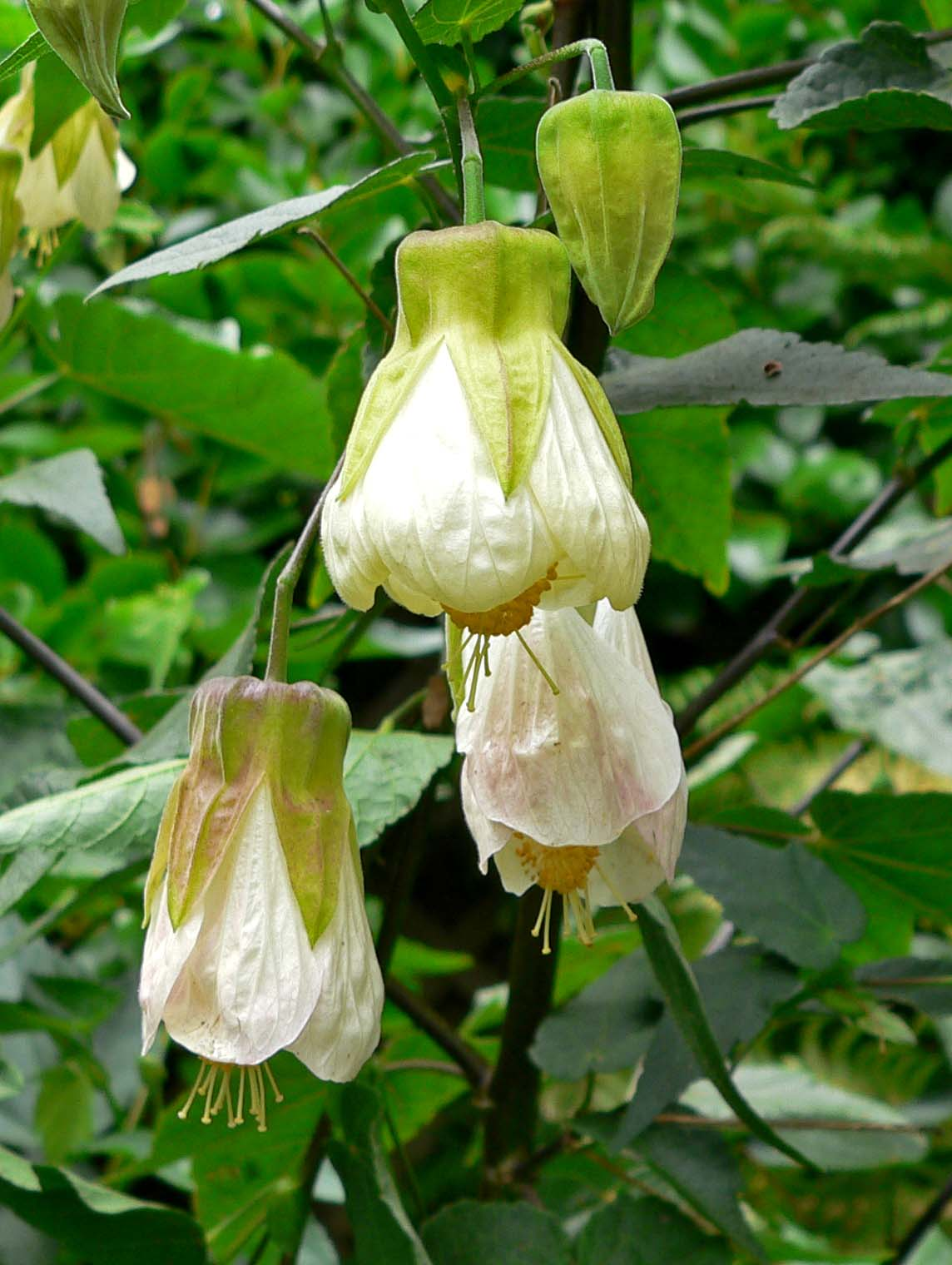
Abutilon 'Patricia'
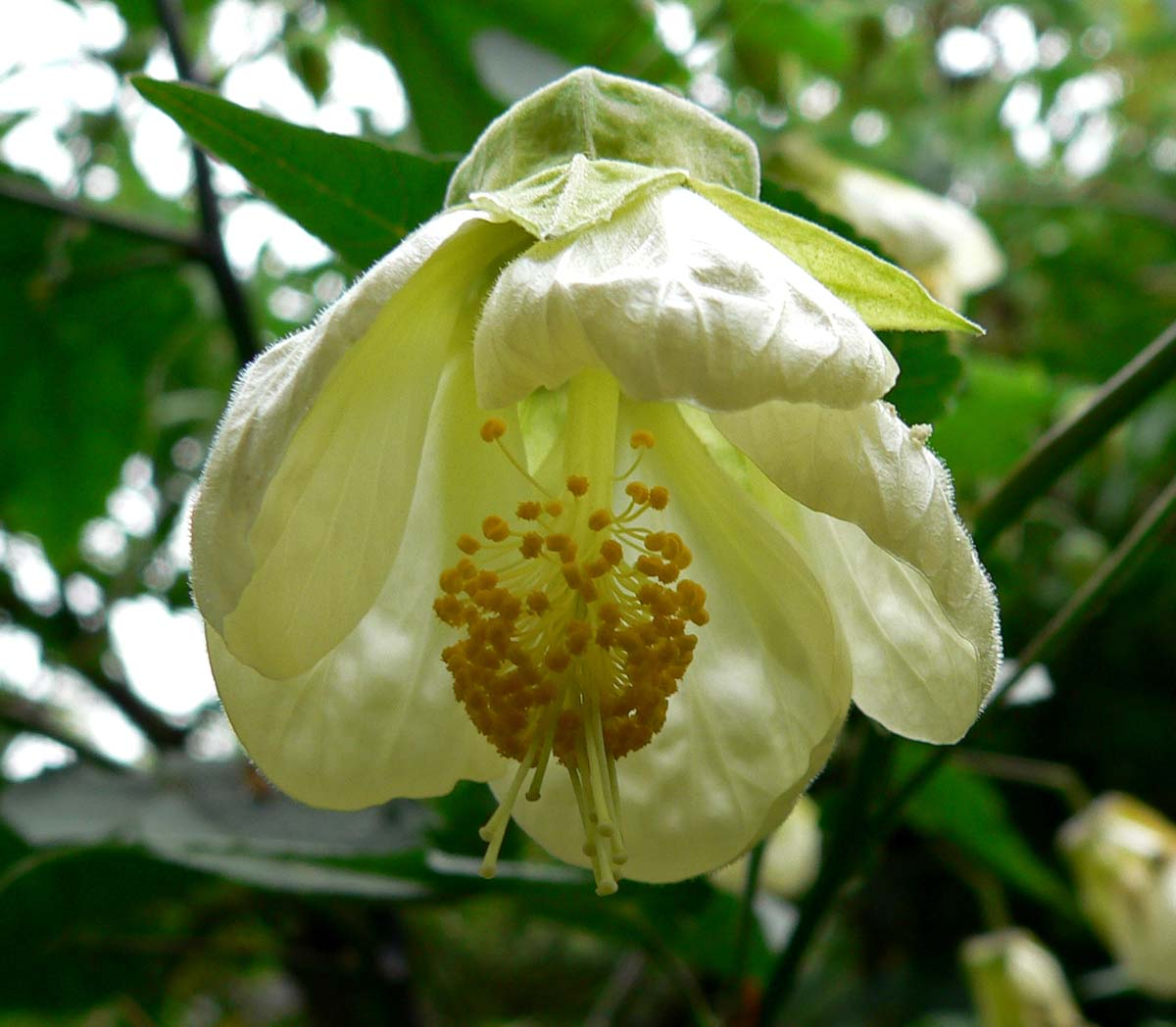
Abutilon 'Patricia'
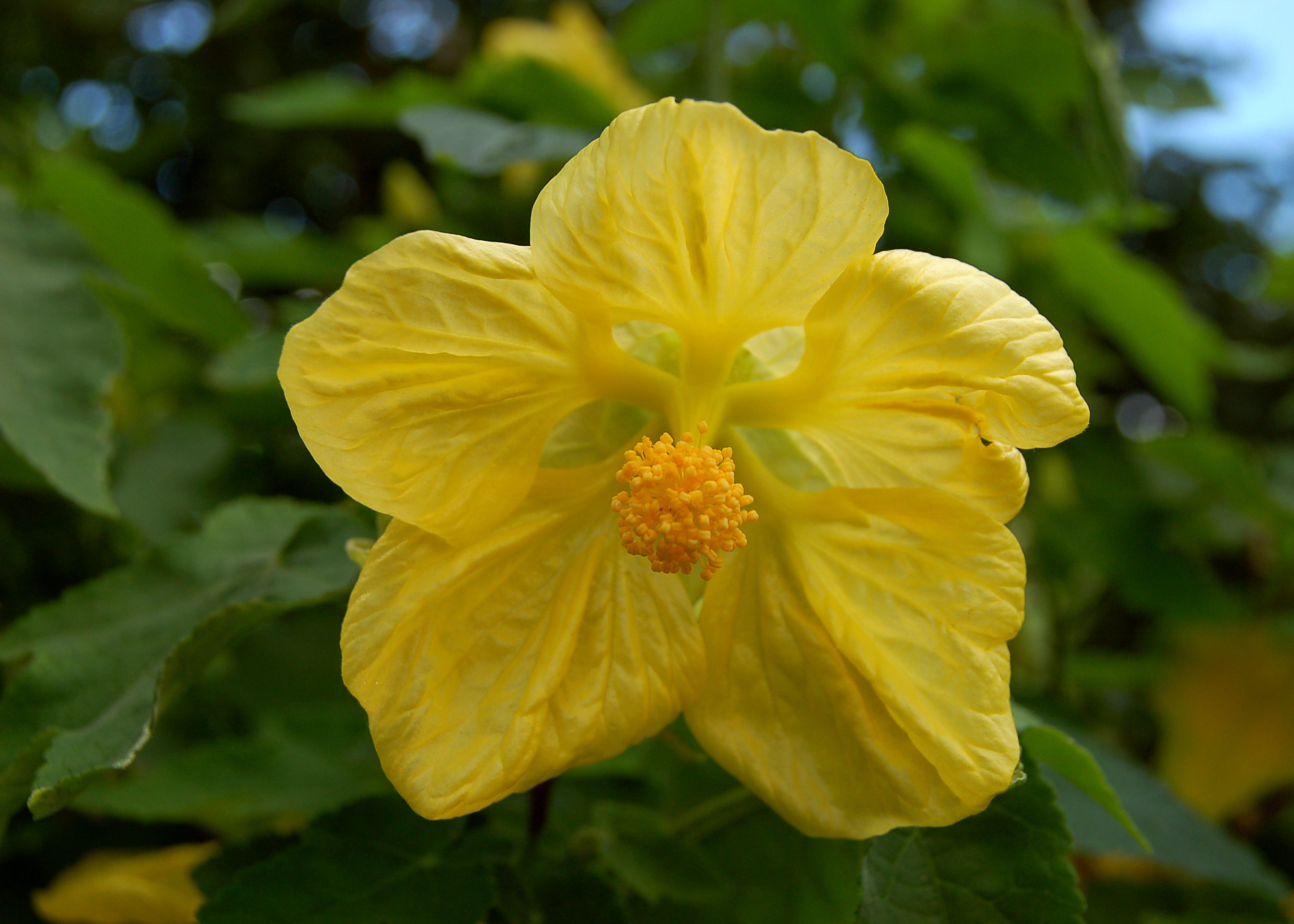
Abutilon ×hybridum 'Moonchimes' bloem
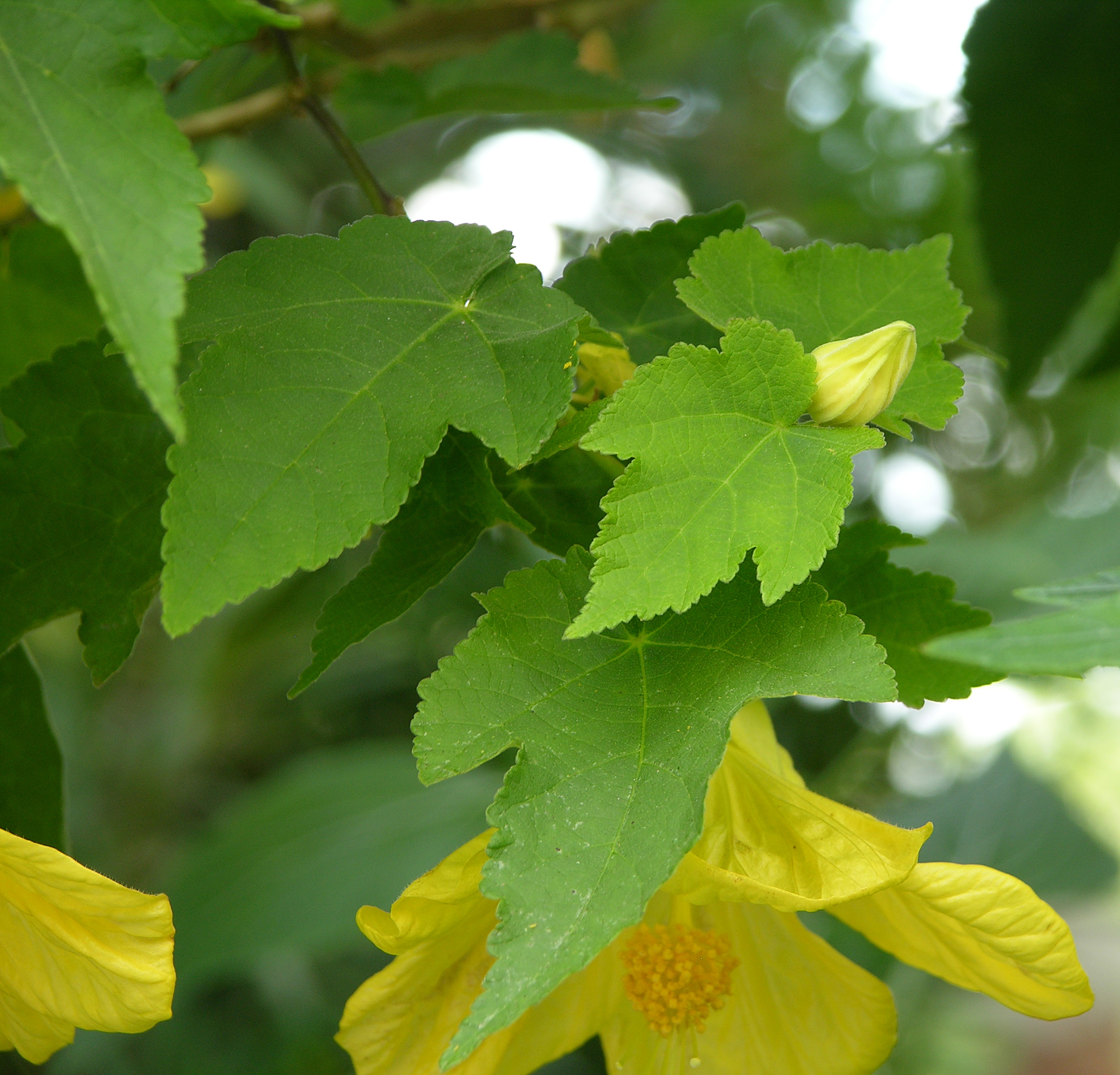
Abutilon ×hybridum 'Moonchimes' bladeren